# Pomadasys macracanthus
Pomadasys macracanthus är en fiskart som först beskrevs av Günther, 1864.  Pomadasys macracanthus ingår i släktet Pomadasys och familjen Haemulidae. IUCN kategoriserar arten globalt som livskraftig. Inga underarter finns listade i Catalogue of Life.